# 科羅溫手槍
科羅溫手槍（俄语：Пистолет Коровина），或稱：圖拉科羅溫（俄语：Тульский Коровина，簡稱：ТК），是由蘇聯槍械設計師謝爾蓋·科羅溫（Сергей Коровин）研製，圖拉兵工廠生產的一種緊湊型半自動手槍，該槍為蘇聯立國後研製的第一款手槍。

## 歷史

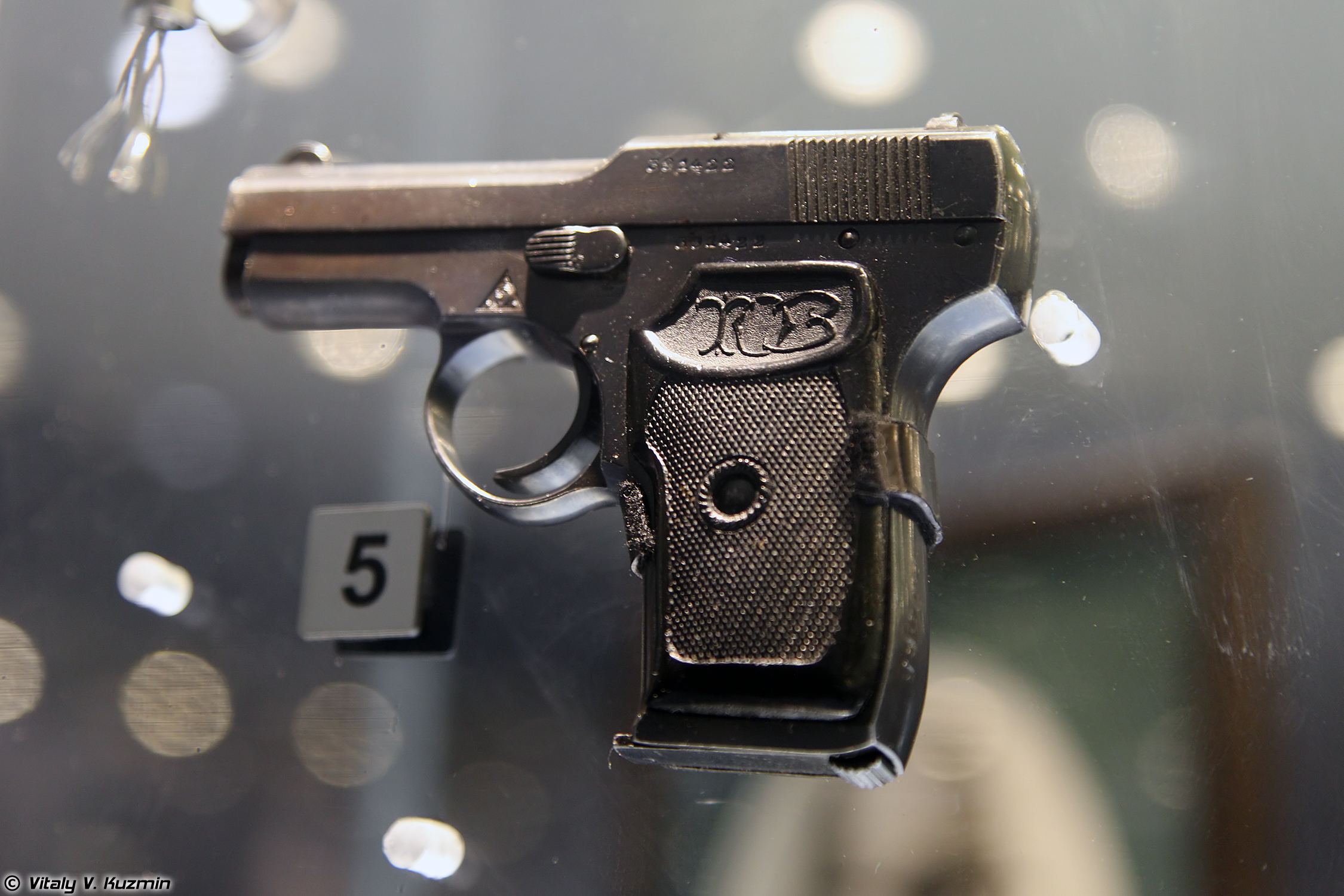
一把在圖拉國家博物館展出的科羅溫手槍，該槍配備塑膠握把護片

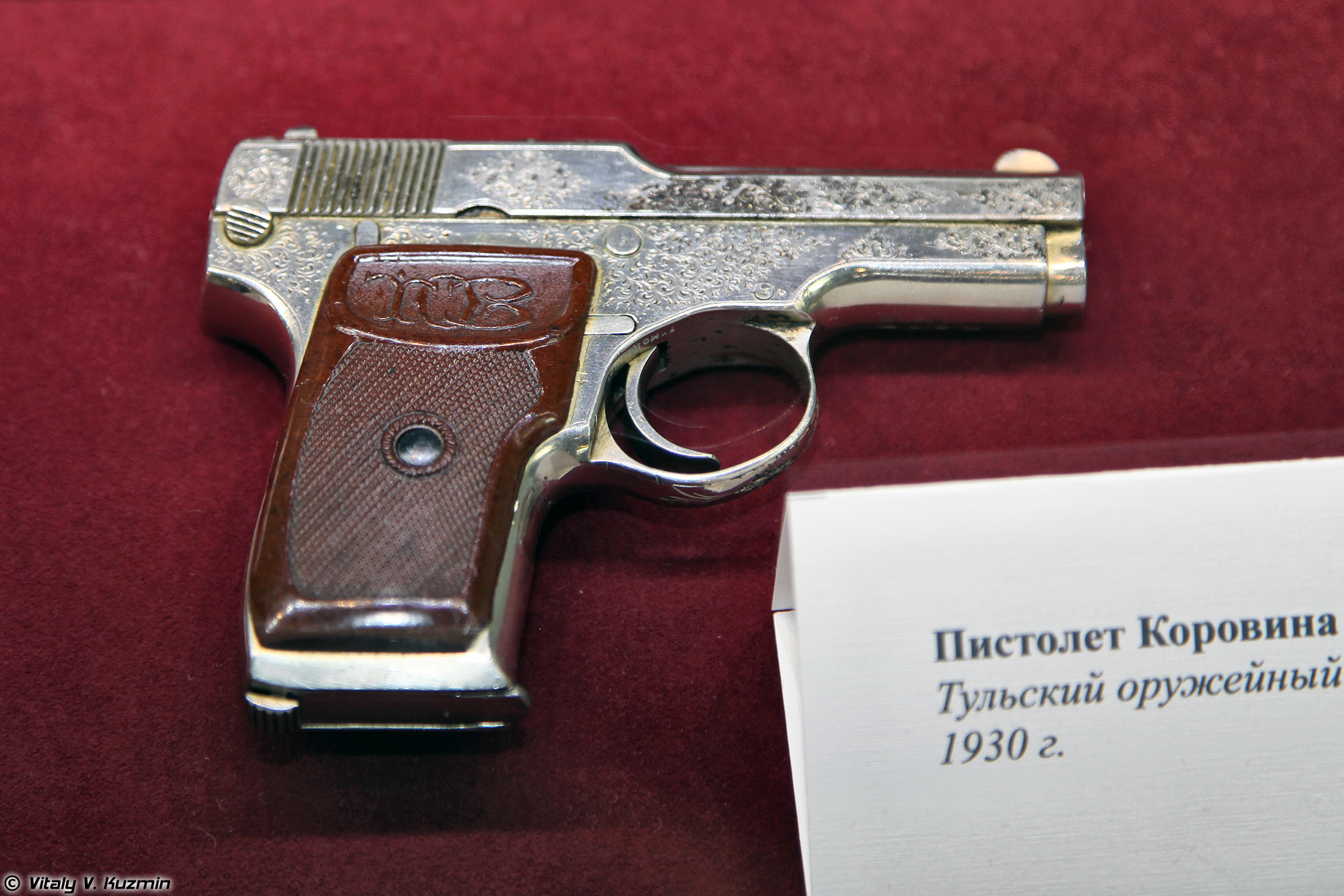
一把在圖拉國家博物館展出的雕刻版科羅溫手槍

蘇聯槍械設計師謝爾蓋·科羅溫（Сергей Коровин）於1922年在圖拉兵工廠研製了一款7.65毫米（.32 ACP）口徑的軍用半自動手槍，但由於該槍的結構過於複雜和笨重，所以並沒有取得成功。在1925年，科羅溫獲得來自蘇聯政府資助的迪納摩體育組織提出的新要求，就是要研製一款6.35毫米（.25 ACP）口徑的袖袗型手槍，以提供給平民百姓作運動射擊及防身用途。一年後，科羅溫完成了他的設計，新槍在年末隨即在圖拉兵工廠投產，當科羅溫手槍獲官方採納後被命名為「TK手槍，1926年型」（Пистолет ТК образца 1926 года）。由於TK手槍並非軍用手槍，所以槍上均刻有「平民型」的銘文，諷刺的是該槍從未向一般的蘇聯公民出售。大部份的TK手槍只供應給蘇聯紅軍的軍官、苏联民警和國家的重要級人物用作一種非制式的自衛武器。該槍也曾被內務人民委員部（НКВД）的特工大量使用。另一方面，TK手槍常常被用作獎勵用的禮品。

## 設計
TK手槍是一款以反沖作用運作的半自動手槍，其扳機為單動式設計。保險裝置位於底把左邊並在火控組上面；彈匣是單排式設計，裡面可裝填8發.25 ACP彈，彈匣釋放鈕位於握把底部。握把護片一般以黑色塑料製成，並印有「ТОЗ」（圖拉兵工廠）的標誌，但另有木製的握把護片可供選擇。從1930年代初期到停產前生產的TK手槍作出了以下簡化：握把螺絲改成TT手槍的彈簧鎖，以及將機械瞄具改為固定式。

## 使用國
- 苏联

## 流行文化

### 電子遊戲
- 2021年—《應徵入伍》：型號為1926型。

## 另見
- 納甘M1895轉輪手槍
- TT手槍
- 馬卡洛夫手槍

## 外部連結
- Modern Firearms - Korovin TK （页面存档备份，存于）
- Youtube - 1926 Tula-Korovin: The First Soviet Semiauto Pistol （页面存档备份，存于）